# مرگ‌ها در مارس ۲۰۲۰
مرگ‌ها در مارس ۲۰۲۰ آنچه در پی می‌آید فهرست افراد سرشناسی است که در مارس ۲۰۲۰ درگذشته‌اند.
- در هر عنوان به‌ترتیب نام شخص، سن، دلیل سرشناسی، ملیت، علت مرگ، و منبع آمده‌است.

## مارس
مرگ‌ها در مارس ۲۰۲۰ آنچه در پی می‌آید فهرست افراد سرشناسی است که در مارس ۲۰۲۰ درگذشته‌اند.

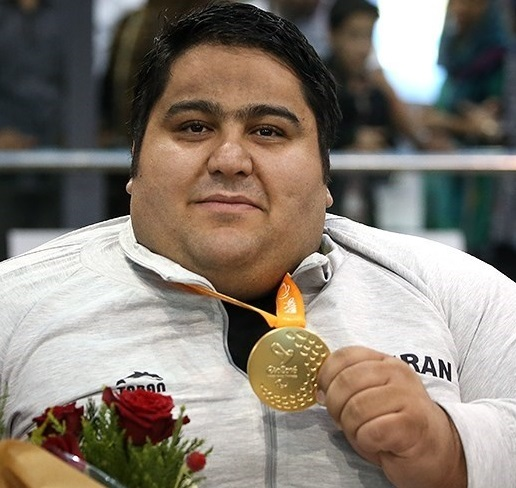
سیامند رحمان

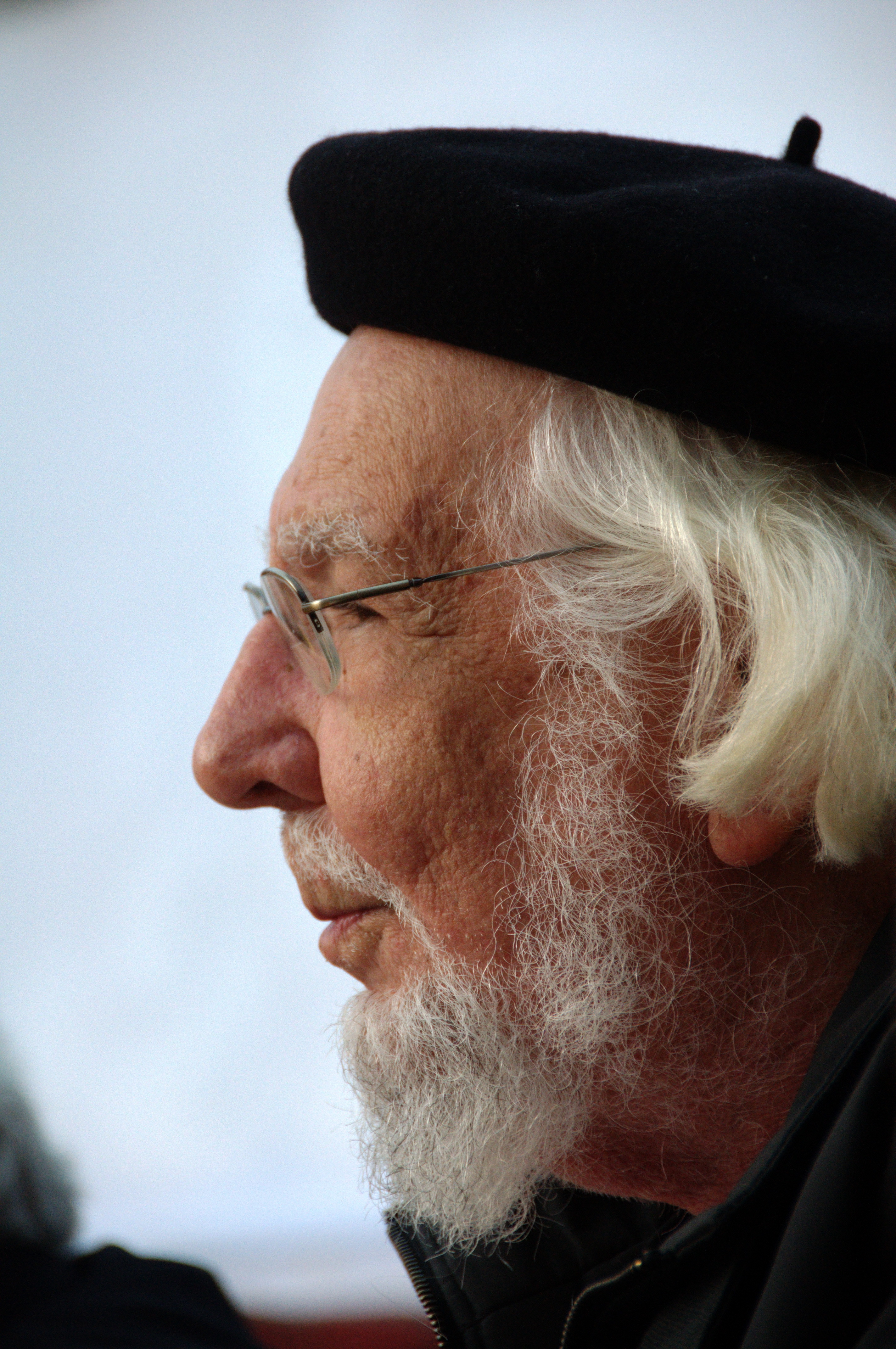
ارنستو کاردنال

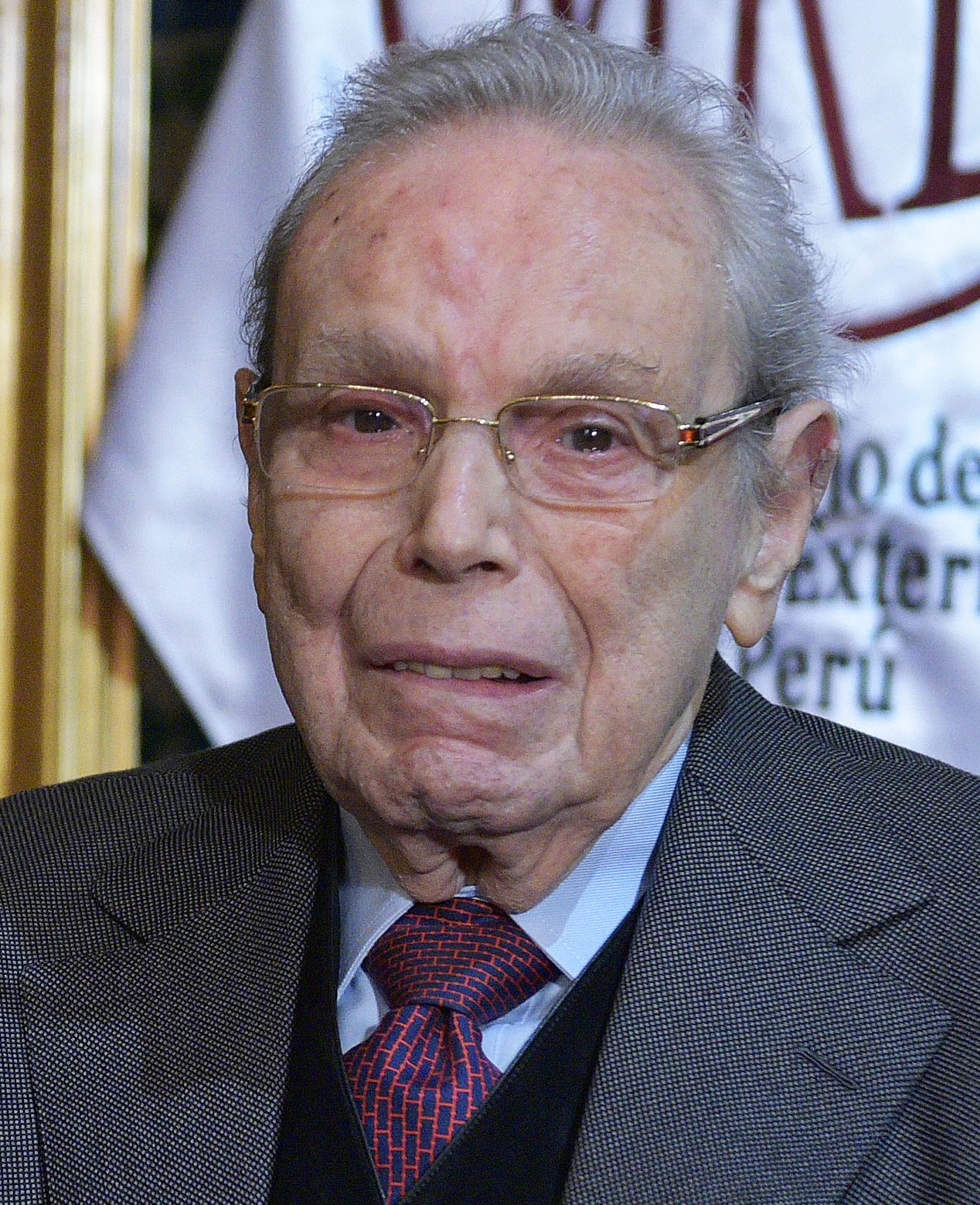
خاویر پرز دکوئیار

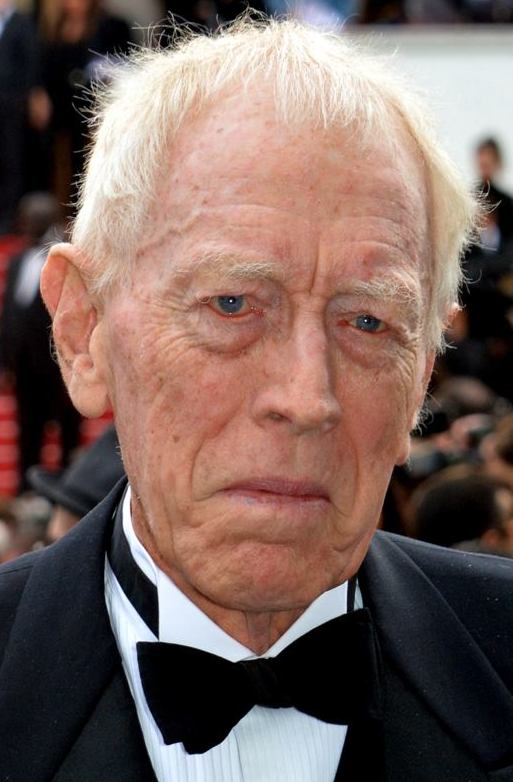
ماکس فون سیدو

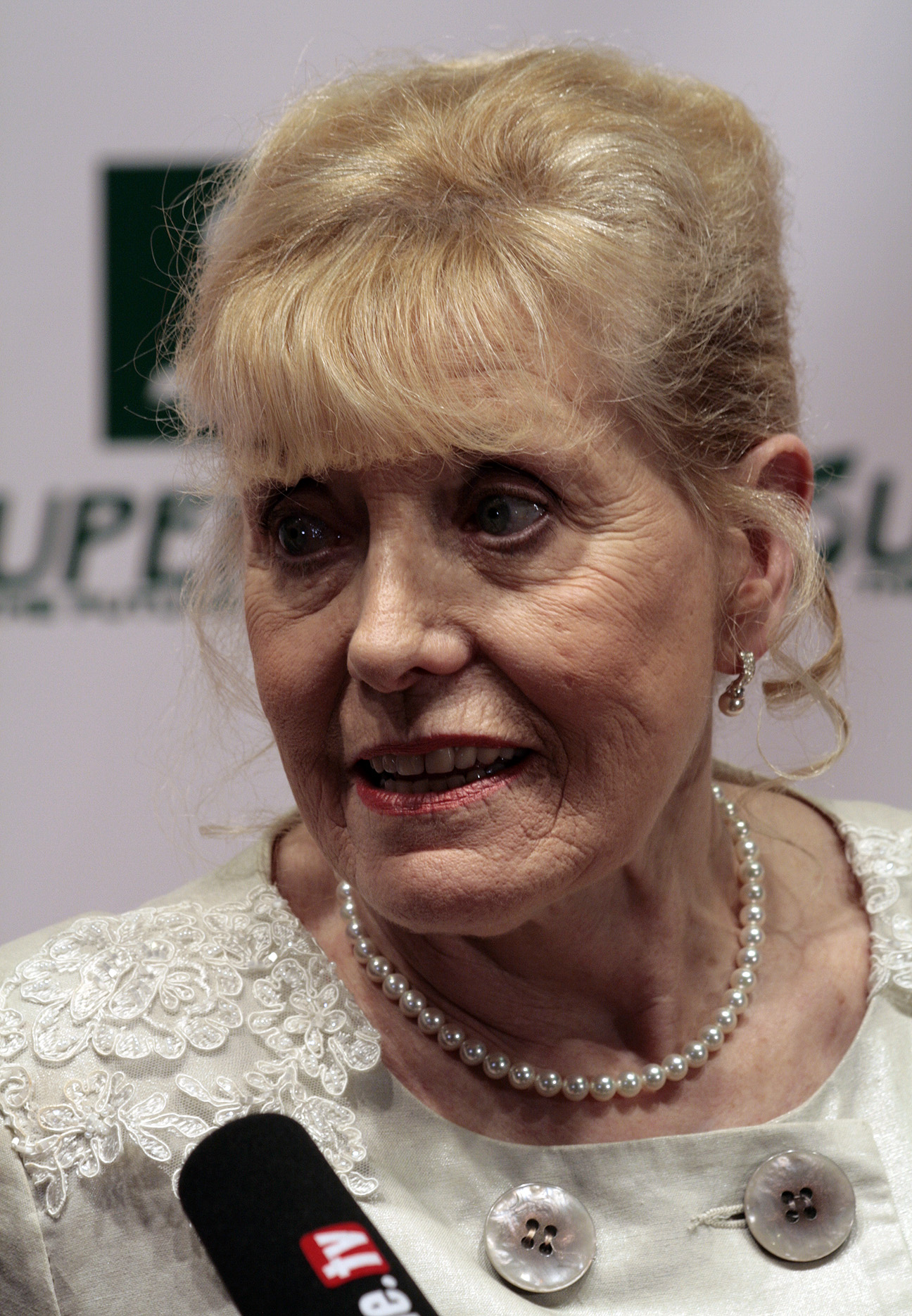
بتی ویلیامز

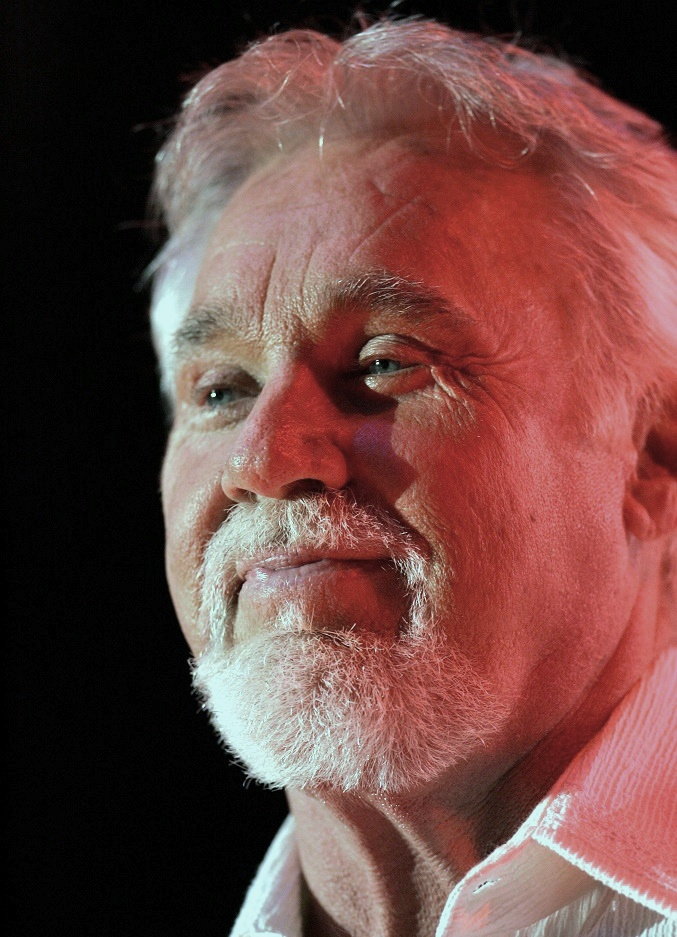
کنی راجرز

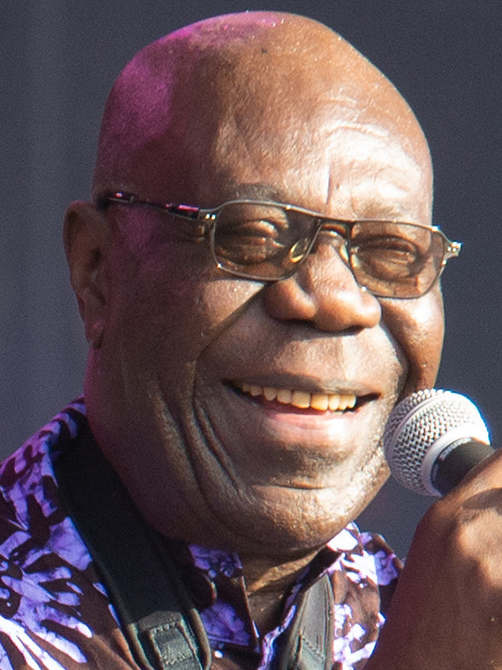
مانو دیبانگو

### ۱
- سیامند رحمان، ۳۱، وزنه‌بردار سنگین‌وزن اهل ایران بر اثر حمله قلبی.[۱]
- جک ولش، ۸۴، نویسنده و مدیر عامل سابق جنرال الکتریک اهل ایالات متحده آمریکا.[۲]
- ارنستو کاردنال، ۹۵، شاعر برجسته اهل نیکاراگوئه.[۳]

### ۲
- سید محمد میرمحمدی، ۷۰، سیاستمدار و عضو مجمع تشخیص مصلحت نظام اهل ایران بر اثر بیماری کروناویروس ۲۰۱۹.[۴]
- جیمز لیپتون، ۹۳، هنرپیشه، فیلم‌نامه‌نویس، و شاعر اهل ایالات متحده آمریکا بر اثر سرطان مثانه.[۵]

### ۳
- نیکولا پورتال، ۴۱، دوچرخه‌سوار و مدیر ورزشی تیم اسکای اهل فرانسه بر اثر حمله قلبی.[۶]
- جیمز اوتیس، ۷۰، هنرپیشه اهل ایالات متحده آمریکا (کوکب سیاه).[۷]
- استانیسلاو کانیا، ۹۲، سیاستمدار اهل لهستان، دبیر اول حزب کارگران (۱۹۸۰–۱۹۸۱) بر اثر سینه‌پهلو و نارسایی قلبی.[۸]

### ۴
- خاویر پرز دکوئیار، ۱۰۰، سیاستمدار اهل پرو، دبیرکل سازمان ملل متحد (۱۹۸۲–۱۹۹۱) و نخست‌وزیر پرو (۲۰۰۰–۲۰۰۱).[۹]
- رابرت شاولاکادزه، ۸۶، ورزشکار پرش ارتفاع اهل اتحاد شوروی.[۱۰]
- اسکندر فیروز، ۹۳، گیاه‌شناس و فعال محیط زیست اهل ایران.[۱۱]

### ۵
- حسین شیخ‌الاسلام، ۶۷، سیاستمدار اهل ایران بر اثر بیماری کروناویروس ۲۰۱۹.[۱۲]
- امیلیو کاپریله، ۹۱، بازیکن فوتبال اهل ایتالیا.[۱۳]

### ۶
- مک‌کوی تاینر، ۸۱، پیانیست سبک جاز اهل ایالات متحده آمریکا.[۱۴]

### ۷
- فاطمه رهبر، ۵۵، سیاستمدار اهل ایران بر اثر بیماری کروناویروس ۲۰۱۹.[۱۵]
- هوشنگ ظریف، ۸۱، موسیقی‌دان و نوازندهٔ تار اهل ایران.[۱۶]

### ۸
- ماکس فون سیدو، ۹۰، هنرپیشه اهل سوئد.[۱۷]

### ۹
- کیت اولسن، ۷۴، موسیقی‌دان اهل ایالات متحده آمریکا بر اثر ایست قلبی.[۱۸]
- ایتالو ده زان، ۹۴، دوچرخه‌سوار اهل ایتالیا بر اثر بیماری کروناویروس ۲۰۱۹.[۱۹]
- آنتون کوپولا، ۱۰۲، آهنگساز و رهبر اپرا اهل ایالات متحده آمریکا.[۲۰]
- محمدرضا راه‌چمنی، ۶۴، پزشک و سیاستمدار اصلاح‌طلب اهل ایران بر اثر بیماری کروناویروس ۲۰۱۹.[۲۱]

### ۱۰
- محمد کیاوش، ۸۹، سیاستمدار اهل ایران بر اثر بیماری کروناویروس ۲۰۱۹.[۲۲]

### ۱۱
- تاتیانا پروروچنکو، ۶۷، دونده اهل اتحاد شوروی.[۲۳]
- دیدیر بزاس، ۷۴، هنرپیشه اهل فرانسه. (دزد کوچک، وزیر (فیلم ۲۰۱۱) و دزدی‌ها (فیلم ۱۹۹۶))[۲۴]

### ۱۲
- جان لاینز، ۸۷، زبان‌شناس اهل بریتانیا.[۲۵]
- تونی مارشال، ۶۸، کارگردان، فیلم‌نامه‌نویس و هنرپیشه اهل فرانسه.[۲۶]

### ۱۳
- دانا زاتوپکوا، ۹۷، قهرمان بازی‌های المپیک و رکورددار جهان پرتاب نیزه اهل چکسلواکی.[۲۷]
- ناصر شعبانی، از فرماندهان سپاه پاسداران انقلاب اسلامی اهل جمهوری اسلامی ایران بر اثر بیماری کروناویروس ۲۰۱۹.[۲۸]

### ۱۴
- اوا پیلارووا، ۸۰، خواننده-ترانه‌پرداز، موسیقی‌دان و هنرپیشه اهل جمهوری چک.[۲۹]
- جنسیس پی-اوریدج، ۷۰، خواننده، ترانه‌سرا اهل انگلستان بر اثر سرطان خون.[۳۰]

### ۱۵
- محمد عامی تهرانی، ۸۴، وزنه‌بردار اهل ایران.[۳۱]
- سوزی دوله، ۱۰۲، هنرپیشه و خواننده اهل فرانسه.[۳۲]
- ویتوریو گرگوتی، ۹۲، معمار اهل ایتالیا بر اثر بیماری کروناویروس ۲۰۱۹.[۳۳]
- ریچارد هنا، ۶۹، سیاستمدار و از اعضای مجلس نمایندگان ایالات متحده آمریکا (۲۰۱۱–۲۰۱۷) اهل ایالات متحده آمریکا بر اثر سرطان.[۳۴]
- ولف کان، ۹۲، نقاش و هنرمند آمریکایی متولد آلمان بر اثر نارسایی قلبی.[۳۵]

### ۱۶
- سید هاشم بطحائی گلپایگانی، ۷۸، روحانی شیعه و سیاستمدار اهل ایران بر اثر بیماری کروناویروس ۲۰۱۹.[۳۶]
- فریبرز رئیس‌دانا، ۷۵، نویسنده، اقتصاددان، سندیکالیست و استاد دانشگاه اهل ایران بر اثر بیماری کروناویروس ۲۰۱۹.[۳۷]
- استوارت ویتمن، ۹۲، بازیگر اهل ایالات متحده آمریکا بر اثر سرطان پوست.[۳۸]

### ۱۷
- شریفو نهامانجو، ۶۱، سیاستمدار اهل گینه بیسائو، رئیس‌جمهور (۲۰۱۲–۲۰۱۴).[۳۹]
- بتی ویلیامز، ۷۶، کنشگر صلح اهل ایرلند شمالی.[۴۰]

### ۱۸
- خواکین پیرو، ۸۴، بازیکن فوتبال و مربی فوتبال اهل اسپانیا.[۴۱]
- امیل کاراویچ، ۹۷، هنرپیشه اهل لهستان.[۴۲]
- آلفرد وردن، ۸۸، فضانورد اهل ایالات متحده آمریکا بر اثر سکته مغزی.[۴۳]

### ۱۹
- ادی تسیگلر، ۹۰، دوچرخه‌سوار اهل آلمان.[۴۴]
- حمید کهرام، ۶۱، سیاستمدار و دامپزشک اهل ایران بر اثر بیماری کروناویروس ۲۰۱۹.[۴۵]
- پیتر ویتینگهام، ۳۵، بازیکن فوتبال اهل بریتانیا بر اثر پیچیدگی ناشی از ضربه مغزی.[۴۶]

### ۲۰
- کنی راجرز، ۸۱، خواننده، ترانه‌نویس و هنرپیشه اهل ایالات متحده آمریکا.[۴۷]
- علی حبیب محمود، ۸۱، نظامی اهل سوریه.[۴۸]
- محترم نور، ۸۷، بازیگر و خواننده اهل ترکیه.[۴۹]

### ۲۱
- لورنسو سانس، ۷۶، بازیکن سابق فوتبال و مدیرعامل سابق باشگاه فوتبال رئال مادرید اهل اسپانیا بر اثر بیماری کروناویروس ۲۰۱۹.[۵۰]

### ۲۳
- جیمز رابرت شاو، ۸۵، کارآفرین، بازرگان و مدیر ارشد اجرایی اهل کانادا.[۵۱]
- آلفیو کونتینی، ۹۲، فیلم‌بردار اهل ایتالیا. (فیلم‌بردار آثاری چون نقطه نقطه زابریسکی، هتلبان شب و بازی ریپلی)[۵۲]
- دیوید کالینگز، ۷۹، هنرپیشه اهل بریتانیا. (هنرپیشه آثاری چون اسکروج، سی و نه پله و زن نامرئی)[۵۳]
- لوچا بوزه، ۸۹، هنرپیشه اهل ایتالیا بر اثر بیماری کروناویروس ۲۰۱۹. (هنرپیشه آثاری چون رم ساعت ۱۱:۰۰)[۵۴]
- آلبرتو آربازینو، ۹۰، نویسنده، روزنامه‌نگار، و سیاستمدار اهل ایتالیا.[۵۵]

### ۲۴
- آلبر اودرزو، ۹۲، طراح کتب مصور ایتالیایی الاصل اهل فرانسه بر اثر حمله قلبی. (خالق ماجراهای استریکس)[۵۶]
- استوارت گوردون، ۷۲، کارگردان و فیلم‌نامه‌نویس اهل ایالات متحده آمریکا. (کارگردان آثاری چون احیاگر و داجون)[۵۷]
- مانو دیبانگو، ۸۶، نوازنده و ترانه‌سرا اهل کامرون بر اثر بیماری کروناویروس ۲۰۱۹.[۵۸]
- جان دیویس، ۹۰، شناگر اهل استرالیا بر اثر سرطان.[۵۹]
- جان کمبل-جونز، ۹۰، رانندهٔ سابق مسابقات اتومبیل‌رانی فرمول یک اهل بریتانیا.[۶۰]

### ۲۵
- فرزانه تأییدی، ۷۴،هنرپیشه سینما و تئاتر اهل ایران. (هنرپیشه آثاری چون بدون دخترم هرگز)[۶۱]
- نیممی، ۸۷، هنرپیشه سینما اهل هند. (هنرپیشه آثاری چون گل برای پوجا و غرور)[۶۲]
- دتو ماریانو، ۸۲، آهنگ‌ساز، تهیه‌کننده موسیقی، موسیقی‌دان و نوازنده پیانو اهل ایتالیا بر اثر بیماری کروناویروس ۲۰۱۹.[۶۳]
- اینا ماکارووا، ۹۳، هنرپیشه اهل اتحاد جماهیر شوروی سوسیالیستی. (هنرپیشه آثاری چون بازگشت واسیلی بورتنیکوف)[۶۴]
- رابرت لوینسون، افسر اطلاعاتی اداره تحقیقات فدرال آمریکا اهل ایالات متحده آمریکا گمشده در سال ۲۰۰۷.[۶۵]
- پاول گوما، ۸۴، نویسنده اهل رومانی بر اثر بیماری کروناویروس ۲۰۱۹.[۶۶]
- مارک بلوم، ۶۹، هنرپیشه اهل ایالات متحده آمریکا بر اثر بیماری کروناویروس ۲۰۱۹. (هنرپیشه آثاری چون موتسارت در جنگل، ناامیدانه در جستجوی سوزان و داندی کروکودیل)[۶۷]
- ادمان آیوازیان، ۸۸، نقاش، معمار و طراح ارمنی‌تبار اهل ایران.[۶۸]

### ۲۶
- رالف هیوسگن، ۹۹، شیمی‌دان و توسعه‌دهنده حلقه‌زایی دو قطبی ۱ و ۳ اهل آلمان.[۶۹]
- میشل ایدالگو، ۸۷، بازیکن و مربی فوتبال اهل فرانسه.[۷۰]
- مایکل سورکین، ۷۱، معمار و منتقد معماری اهل امریکا، اثر بر اثر بیماری کروناویروس ۲۰۱۹. [۷۱]

### ۲۷
- جورج سیدهم، ۸۱، کمدین و هنرپیشه اهل مصر.[۷۲]
- حامد القروی، ۹۲، سیاستمدار، نخست‌وزیر (۱۹۹۹–۱۹۸۹) و وزیر دادگستری (۱۹۸۹–۱۹۸۸) اهل تونس.[۷۳]
- دانیل گورگیزنژاد، ۷۹، وزنه‌بردار و مدال‌آور بازی‌های آسیایی ۱۹۷۰ اهل ایران.[۷۴]

### ۲۸
- تام کوبرن، ۷۲، سناتور و عضو حزب جمهوری‌خواه ایالات متحده، پزشک و شَمّاس کنوانسیون بپتیست جنوبی اهل ایالات متحده آمریکا بر اثر سرطان پروستات.[۷۵]
- چان کالاهان، ۶۶، هنرپیشه اهل ایالات متحده آمریکا بر اثر سکته مغزی. (هنرپیشه آثاری چون روزهای زندگی ما)[۷۶]

### ۲۹
- کن شیمورا، ۷۰، کمدین و هنرپیشه اهل ژاپن بر اثر بیماری کروناویروس ۲۰۱۹.[۷۷]
- کریستف پندرسکی، ۸۶، آهنگساز و رهبر ارکستر اهل لهستان.[۷۸]
- پاتریک دوجیان، ۷۵، سیاستمدار ارمنی-فرانسوی از حزب اتحاد برای جنبش مردمی اهل فرانسه بر اثر بیماری کروناویروس ۲۰۱۹.[۷۹]
- فلیپ وارن اندرسون، ۹۶، فیزیکدان نظری و برنده جایزه نوبل اهل ایالات متحده آمریکا.[۸۰]

### ۳۰
- ژواکیم یومبی-اوپانگو، ۸۱، سیاستمدار، نخست‌وزیر (۱۹۹۳ تا ۱۹۹۶) و رئیس‌جمهور (۱۹۷۷ تا ۱۹۷۹) جمهوری کنگو بر اثر بیماری کروناویروس ۲۰۱۹.[۸۱]
- هوی پی تسون، ۱۰۰، سیاستمدار و نخست‌وزیر تایوان (۱ ژوئن ۱۹۹۰ تا ۲۷ فوریه ۱۹۹۳) اهل تایوان بر اثر سندرم اختلال عملکرد اعضای بدن.[۸۲]
- جیمز تی گودریچ، ۷۳، جراحی مغز و اعصاب اهل ایالات متحده آمریکا بر اثر بیماری کروناویروس ۲۰۱۹.[۸۳]
- آریانه کائویلی، ۳۳، شطرنج‌باز اهل فیلیپین-استرالیا بر اثر تصادف خودرو.[۸۴]

### ۳۱
- دنیل یوسته، ۷۵، دوچرخه‌سوار اهل اسپانیا بر اثر بیماری کروناویروس ۲۰۱۹.[۸۵]
- کیوشی ساسابه، ۶۲، کارگردان فیلم اهل ژاپن. (کارگردان آثاری چون اعتراف ناقص)[۸۶]
- وینسنت مرزلو، ۶۸، هنرپیشه اهل ایالات متحده آمریکا. (هنرپیشه آثاری چون جادوگرها و دیگر هرگز نگو هرگز)[۸۷]
- رایمار لوست، ۹۷، فیزیک‌دان، مدیر انجمن ماکس پلانک (۱۹۸۴–۱۹۷۲) و مدیرکل آژانس فضایی اروپا (۱۹۹۰–۱۹۸۴) اهل آلمان.[۸۸]
- اندرو جک، ۷۶، مربی (ورزش) و هنرپیشه اهل بریتانیا بر اثر بیماری کروناویروس ۲۰۱۹. (هنرپیشه آثاری چون ارباب حلقه‌ها (مجموعه‌فیلم)، جنگ ستارگان و شرلوک هولمز)[۸۹]
- عبدالحلیم خدام، ۸۷، سیاستمدار، رئیس‌جمهور (۲۰۰۰) و وزیر خارجه (۱۹۷۰–۱۹۸۴) اهل سوریه.[۹۰]
- جولی بنت، ۸۸، هنرپیشه و صداپیشه اهل ایالات متحده آمریکا بر اثر بیماری کروناویروس ۲۰۱۹.[۹۱]

## ماه‌های گذشته
- مرگ‌ها در ژانویه ۲۰۲۰
- مرگ‌ها در فوریه ۲۰۲۰